# CM博士の大冒険
『CM博士の大冒険』（シーエムはかせのだいぼうけん）は、1971年8月2日から同年10月25日まで日本テレビ系列で放送されたCM情報番組。放送時間（JST）は毎週月曜22:30 - 22:56。

## 概要
「CM」そのものをテーマにした初めてのテレビ番組。
番組は2部構成で、第1部は、伊丹十三の「CM博士」が社主となっている「伊丹CMカンパニー」が番組の舞台で、ここでは産業スパイまがいに情報を収集して、CMの秘密を研究しているという設定。これに秘書役のビーバーが絡む。そしてゲストのCM関係者（出演者・制作者・アイデアマン・広告代理店・スポンサー他）を迎え、インタビューや実演、さらにCMソングを歌ったり、ストップモーションでCMを分解する。

第2部は「CM百科」的なもので、放送中のCFスポットを1回につき3 - 4本ずつ取り上げ、「大番頭」と呼ばれる物知り男が説明を加える。
毎回、特定企業のCMにスポットをあて、そのつど登場する企画を番組スポンサーになるという趣向。

## 出演者
- CM博士：伊丹十三
- 秘書：ビーバー
- ほか

## 受賞
- 1972年度の「日本民間放送連盟賞」の「娯楽番組 優秀賞」に、第1回放送の「不思議の国のトリス」が選ばれた[2]。なおこの「不思議の国のトリス」は、1978年10月5日に同局で放送された『力道山からピンク・レディーまで テレビ25年総集編』内でも放送された。